# Толкунов Дмитро Миколайович
Дмитро́ Микола́йович Толкуно́в (народився 27 травня 1979 у м. Києві, СРСР) — український хокеїст, захисник. Майстер спорту міжнародного класу.
У складі національної збірної України провів 38 матчів (2 голи, 4 передачі), учасник зимових Олімпійських ігор 2002; учасник чемпіонатів світу 2002, 2004 і 2005 і 2010 (дивізіон I).

## Клубна кар'єра
Хокеєм почав займатися в 1986 році в юнацькому клубі «Сокіл». Першим тренером був Костянтин Гаврилов. В сезоні 1995—96 дебютував у складі «Сокола» в Російській хокейній лізі; вийшов на лід лише в одному матчі і відзначився голом. Решту сезону провів у складі ШВСМ «Сокіл» в Східноєвропейській лізі.
Сезон 1996—97 провів в Головній юніорській хокейній лізі Квебеку (QMJHL) за «Галл Олімпікс» та «Бьюпорт Гарфенгс». Сезони 1997—98 провів у складі «Квебек Ремпартс», зіграв 66 ігор і набрав 35 очок. У складі «Ремпартс» виграв регулярний чемпіонат і отримав Трофей Жана Ружо.
1 жовтня 1998 року Толкунов як вільний агент підписав контракт з клубом Національної хокейної ліги «Чикаго Блекгокс». Однак не провів в НХЛ жодного матчу. Сезон 1998—99 провів в ГЮХЛК за «Ремпартс», зігравши 69 матчів (11 шайб, 68 очок). За підсумками сезону 1998—99 Толкунов потрапив до складу символічної другої команди всіх зірок ГЮХЛК і вдруге став володарем Трофею Жана Ружо.
Сезон 1999—00 провів в Інтернаціональній хокейній лізі за «Клівленд Ламберджекс»; зіграв 65 матчів регулярного чемпіонату (3 шайби, 12 передач). В серії плей-оф Кубка Тернера Толкунов провів 8 матчів. Наступного сезону 2000—01 дебютував в Американській хокейній лізі у складі «Норфолк Едміралс», провівши в регулярному сезоні 78 матчів (5 шайб, 23 очки). В серії плей-оф «Едміралс» здолали у півфіналі Східного дивізіону Кубка Колдера «Цинциннаті Майті-Дакс» із рахунком 3:1. Однак у фіналі Східного дивізіону «Едміралс» програли серію «Герші Берс» із рахунком 1:4. Толкунов провів 9 матчів в серії плей-оф, в яких віддав 1 передачу. Наступного сезону 2001—02 виграв з «Едміралс» Південний дивізіон АХЛ і отримав Трофей Френка Матерса. 25 липня 2003 року продовжив контракт з «Блекгокс». В сезоні 2002—03 вдруге став чемпіоном Південного дивізіону АХЛ і володарем Трофею Френка Матерса. Загалом за три сезони у складі «Едміралс» зіграв 176 матчів і набрав 60 очок (7 шайб і 53 передачі). 22 червня 2003 року «Блекгокс» обміняли Толкунова до «Флориди Пантерс» на вибір в 9-му раунді драфту 2003.
8 вересня 2003 року Толкунов підписав контракт із клубом Російської хокейної ліги «Локомотив»; зіграв лише 6 матчів у сезоні 2003—04, після чого перейшов в «Амур» (Хабаровськ). За «Амур» провів 27 матчів (1 шайба, 2 передачі). В сезоні 2004—05 виступав за «Амур» та «Сибір» (Новосибірськ). Наступний сезон 2005—06 провів в новокузнецькому «Металурзі». В сезоні 2006—07 виграв Білоруську Екстралігу у складі мінського «Динамо». Частину сезону 2006—07 виступав в Українській лізі за броварський «Беркут». В сезоні 2007—08 виступав за «Динамо» Мінськ та «Барс» Бровари. 2008 року повернувся в «Сокіл» і виграв чемпіонат України 2008—09. У сезоні 2009—10 провів в Екстралізі 7 матчів (1 гол, 2 передачі). В листопаді 2009 року Толкунов перейшов до мінської «Юності». У складі «Юності» дебютував 18 листопада 2009 року у матчі проти мінського «Кереміна». У регулярному чемпіонаті 2009—10 провів 22 матчі (2 голи, 4 передачі). В серій плей-оф 2010 Толкунов зіграв 12 матчів (1 гол, 2 передачі), в якому «Юність» виграла у фіналі «Шахтар» (Солігорськ) і стала п'ятиразовим чемпіоном Білорусі.

## Міжнародна кар'єра
У складі національно збірної України учасник зимових Олімпійських ігор 2002 в Солт-Лейк-Сіті, тричі виступав на чемпіонатах світу в 2002, 2004 і 2005 років.
Толкунов брав участь у товариському турнірі «Євро-хокей челендж 2010», що проходив в Азіаго (Італія) з 8 по 13 лютого 2010 року.
Виступав на чемпіонаті світу 2010 (дивізіон I) в Нідерландах. Провів 5 матчів (2 голи, 2 передачі).

## Статистика

### Регулярні сезони та плей-оф
| Сезон        | Клуб                  | Ліга         | Регулярний сезон | Регулярний сезон | Регулярний сезон | Регулярний сезон | Регулярний сезон | Плей-оф | Плей-оф | Плей-оф | Плей-оф | Плей-оф |
| Сезон        | Клуб                  | Ліга         | І                | Г                | П                | О                | ШХ               | І       | Г       | П       | О       | ШХ      |
| ------------ | --------------------- | ------------ | ---------------- | ---------------- | ---------------- | ---------------- | ---------------- | ------- | ------- | ------- | ------- | ------- |
| 1995—96      | ШВСМ Київ             | СЄХЛ         | 18               | 2                | 2                | 4                | 12               | —       | —       | —       | —       | —       |
| 1995—96      | Сокіл Київ            | РХЛ          | 1                | 1                | 0                | 1                | 0                | —       | —       | —       | —       | —       |
| 1996—97      | Галл Олімпікс         | QMJHL        | 34               | 3                | 8                | 11               | 39               | —       | —       | —       | —       | —       |
| 1996—97      | Бьюпорт Гарфенгс      | QMJHL        | 27               | 3                | 7                | 10               | 18               | 4       | 0       | 1       | 1       | 4       |
| 1997—98      | Квебек Ремпартс       | QMJHL        | 66               | 10               | 25               | 35               | 81               | 14      | 3       | 9       | 12      | 22      |
| 1998—99      | Квебек Ремпартс       | QMJHL        | 69               | 11               | 57               | 68               | 110              | 13      | 2       | 7       | 9       | 22      |
| 1999—00      | Клівленд Ламберджекс  | ІХЛ          | 65               | 3                | 12               | 15               | 54               | 8       | 0       | 0       | 0       | 2       |
| 2000—01      | Норфолк Едміралс      | АХЛ          | 78               | 5                | 18               | 23               | 93               | 9       | 0       | 1       | 1       | 4       |
| 2001—02      | Норфолк Едміралс      | АХЛ          | 51               | 1                | 18               | 19               | 20               | 4       | 0       | 0       | 0       | 2       |
| 2002—03      | Норфолк Едміралс      | АХЛ          | 47               | 1                | 17               | 18               | 39               | —       | —       | —       | —       | —       |
| 2003—04      | Локомотив—2 Ярославль | РПЛ          | 14               | 4                | 3                | 7                | 11               | —       | —       | —       | —       | —       |
| 2003—04      | Локомотив Ярославль   | РХЛ          | 6                | 0                | 0                | 0                | 4                | —       | —       | —       | —       | —       |
| 2003—04      | Амур Хабаровськ       | РХЛ          | 27               | 1                | 2                | 3                | 28               | —       | —       | —       | —       | —       |
| 2004—05      | Сибір Новосибірськ    | РХЛ          | 3                | 0                | 0                | 0                | 2                | —       | —       | —       | —       | —       |
| 2004—05      | Амур Хабаровськ       | РВЛ          | 29               | 2                | 8                | 10               | 32               | 9       | 1       | 0       | 1       | 12      |
| 2005—06      | Металург Новокузнецьк | РХЛ          | 43               | 3                | 5                | 8                | 73               | 3       | 0       | 0       | 0       | 4       |
| 2006—07      | Динамо Мінськ         | БЕ           | 21               | 5                | 4                | 9                | 10               | 6       | 0       | 1       | 1       | 4       |
| 2006—07      | Беркут Бровари        | УВЛ          | 6                | 4                | 5                | 9                | 0                | —       | —       | —       | —       | —       |
| 2007—08      | Барс Бровари          | УВЛ          | —                | —                | —                | —                | —                | —       | —       | —       | —       | —       |
| 2007—08      | Динамо Мінськ         | БЕ           | 29               | 2                | 6                | 8                | 38               | —       | —       | —       | —       | —       |
| 2007—09      | Сокіл Київ            | РВЛ          | 59               | 8                | 19               | 27               | 64               | —       | —       | —       | —       | —       |
| 2009—10      | Сокіл Київ            | БЕ           | 7                | 1                | 2                | 3                | 8                | —       | —       | —       | —       | —       |
| 2009—10      | Юність Мінськ         | БЕ           | 22               | 2                | 4                | 6                | 4                | 12      | 1       | 2       | 3       | 10      |
| 2010—11      | Ференцварош           | МОЛ Ліга     | 9                | 0                | 1                | 1                | 4                | —       | —       | —       | —       | —       |
| 2010—11      | Донбас                | УВЛ          | 16               | 4                | 7                | 11               | 6                | —       | —       | —       | —       | —       |
| 2011—12      | Донбас                | ВХЛ          | 22               | 0                | 2                | 2                | 14               | —       | —       | —       | —       | —       |
| 2012—13      | Сокіл Київ            | УВЛ          | 33               | 3                | 8                | 11               | 18               | 9       | 2       | 1       | 3       | 4       |
| 2013—14      | Білий Барс            | УВЛ          | 24               | 5                | 5                | 10               | 6                | 7       | 0       | 0       | 0       | 6       |
| 2014—15      | АТЕК Київ             | УВЛ          | 4                | 0                | 3                | 3                | 0                | 5       | 0       | 4       | 4       | 4       |
| Всього в АХЛ | Всього в АХЛ          | Всього в АХЛ | 176              | 7                | 53               | 60               | 152              | 13      | 0       | 1       | 1       | 6       |
| Всього в ІХЛ | Всього в ІХЛ          | Всього в ІХЛ | 65               | 3                | 12               | 15               | 54               | 8       | 0       | 0       | 0       | 0       |

### Міжнародна
| Рік              | Команда          | Турнір           |    | І | Г | П | О  | ШХ |
| ---------------- | ---------------- | ---------------- | -- | - | - | - | -- | -- |
| 2002             | Україна          | ОІ               | 4  | 0 | 0 | 0 | 4  |    |
| 2002             | Україна          | ЧС               | 6  | 0 | 1 | 1 | 8  |    |
| 2004             | Україна          | ЧС               | 6  | 2 | 1 | 3 | 0  |    |
| 2005             | Україна          | ЧС               | 6  | 0 | 0 | 0 | 6  |    |
| 2009             | Україна          | ОВ               | 3  | 0 | 0 | 0 | 4  |    |
| 2010             | Україна          | ЧСдІ             | 5  | 2 | 2 | 4 | 0  |    |
| Всього за збірну | Всього за збірну | Всього за збірну | 30 | 4 | 4 | 8 | 22 |    |

## Досягнення
- Чемпіон Білорусі (2007, 2010, 2011)
- Чемпіон України (2009), срібний призер (2007)